# 4173 Thicksten
4173 Thicksten eller 1982 KG1 är en asteroid i huvudbältet som upptäcktes den 27 maj 1982 av den amerikanska astronomen Carolyn S. Shoemaker vid Palomar-observatoriet. Den är uppkallad efter Robert P. Thicksten.
Asteroiden har en diameter på ungefär 11 kilometer.